# Yewande Omotoso
Yewande Omotoso (sinh năm 1980) là một tiểu thuyết gia, kiến trúc sư và nhà thiết kế người Nam Phi, sinh ra tại Barbados và lớn lên ở Nigeria. Cô là con gái của nhà văn Nigeria Kole Omotoso, và là em gái của nhà sản xuất phim Akin Omotoso. Cô hiện đang sống ở Johannesburg. Hai cuốn tiểu thuyết của cô khi ra mắt đã nhận được sự đánh giá tích cực, bao gồm Giải thưởng Văn học Nam Phi cho Tác giả Xuất bản Lần đầu, lọt vào danh sách Giải thưởng Tiểu thuyết của tờ Thời báo Chủ nhật Nam Phi, Giải thưởng Văn học M-Net 2012 và Giải thưởng Văn học năm 2013 và cũng lọt vào danh sách Giải thưởng Nữ tiểu thuyết của Bailey 2017.

## Đầu đời và giáo dục
Yewande Omotoso sinh ra ở Bridgetown, Barbados. Sau một năm, cô cùng mẹ Barbadian, cha Nigeria và hai anh trai tới Nigeria. Cô lớn lên ở Ile-Ife, bang Osun, cho đến 1992 gia đình phải  chuyển đến sống ở Nam Phi khi cha cô nhận được giấy mời làm việc tại Đại học Western Cape. Cô đã chia sẻ rằng, "Dù cho bao năm tôi sống tại Nam Phi, tôi nghĩ mình chịu ảnh hưởng từ ba đất nước: Barbados, Nigeria và Nam Phi. Nigeria là một phần mãnh liệt từ bên trong ý thức về bản thân, bản sắc của tôi". Trong một cuộc phỏng vấn năm 2015, cô nói: "Bản sắc ấy rất phức tạp. Tôi thích mình là người Nigeria, tôi thích thuộc về nơi đó ngay cả khi con người tôi thực sự đang pha trộn của nhiều bản sắc và nhiều trải nghiệm sống từ những lần di cư."
Cô học kiến trúc tại Đại học Cape Town (UCT), và sau một vài năm làm kiến trúc sư, cô lấy được bằng thạc sĩ về Creative Writing
tại cùng một trường đại học. 